# Jan Teulings (acteur)
Johannes Marinus Antonius (Jan) Teulings (Hilversum, 29 mei 1905 - Rotterdam, 22 september 1989) was een Nederlands acteur en regisseur.
Teulings doorliep de MULO en kreeg daarna onderwijs in kunstgeschiedenis en literatuur van Wijnand Frans. Hij kwam door diens toedoen in aanraking met het gezelschap De Rotterdammers van Louis Chrispijn waar hij in het seizoen 1923/1924 zijn debuut op de planken maakte. Hoewel hij daarna bij een groot aantal gezelschappen optrad, ging hij pas echt van start in het midden van de jaren dertig. Hij bleef toneelspelen tot hij in 1977 naar Zwitserland vertrok. Daarna heeft hij niet meer op de planken gestaan.
Zijn grootste bekendheid dankt Teulings aan zijn vele optredens op televisie, in series en spelen. In de jaren 1966-1970 speelde hij zeventien keer de rol van inspecteur Maigret in de gelijknamige televisieserie (de rol werd eerder gespeeld door Kees Brusse). Verder was hij te zien in vrijwel alle series van Willy van Hemert. In de jaren tachtig speelde hij zijn laatste rollen in bewerkingen van verhalen van Herbert Reinecker. Teulings overleed op 84-jarige leeftijd en werd gecremeerd in Rotterdam.
In Amstelveen is een laan naar hem genoemd: de Jan Teulingslaan.

## Televisie
- Maigret (1966-1970)
- De kleine waarheid (begin jaren 70)
- De klop op de deur (1970)
- "De rare vogels" (1970, jeugdserie)
- Merijntje Gijzen (1974)
- Klaverweide (1975)
- Hollands Glorie - Reder Nol Kwel Sr.(1977)
- Dagboek van een herdershond (1978) - Severinus van der Schoor
- Erik of het klein insectenboek (1979)
- Mata Hari (1981)
- De Weg (1983)
- Herenstraat 10 (1983)
- Willem van Oranje (1984) - August van Saksen
- Schande (1987)
- Geschenk uit de hemel (1987)

## Film
- Lentelied (1936)
- De dijk is dicht (1950)
- Ciske de Rat (1955)
- Dorp aan de rivier (1958)
- Makkers staakt uw wild Geraas (1960)
- De Dans van de Reiger (1966), met onder andere Kitty Janssen en Manfred de Graaf
- Heb medelij, Jet! (1975) - Rijke oom Karel van Timmie